# Liste des anciennes communes du Tarn
Cette page a pour objectif de retracer toutes les modifications communales dans le département du Tarn : les anciennes communes qui ont existé depuis la Révolution française, ainsi que les créations, les modifications officielles de nom, ainsi que les échanges de territoires entre communes.
Après une vague prononcée de regroupements de communes dès le premier tiers du XIXe siècle (conduisant à la disparition de très petites communes), le mouvement s'est nettement stabilisé depuis lors.
De 368 communes en 1800, le nombre était tombé à 315 en 1850. Petit à petit une succession de créations en a fait remonter le nombre à 326 en 1970. Depuis lors, les regroupements entre communes n'ont été que ponctuels. La loi Marcellin dans les années 1970 n'aura quasiment pas laissé d'empreinte ici, tandis que le statut de commune nouvelle de 2010 a eu un tout petit succès. Aujourd'hui le département compte 314 communes (au 1er janvier 2025).
Les limites du département ont été plusieurs fois rectifiées, au cours de la période révolutionnaire, permettant à des communes de devenir tarnaises tandis que d'autres ne l'étaient plus.

## Fusions
| Nom de la nouvelle commune | Communes réunies                     | Régime                                                        | Date (et nature) de la décision                          | Date d'effet                                             |
| -------------------------- | ------------------------------------ | ------------------------------------------------------------- | -------------------------------------------------------- | -------------------------------------------------------- |
| Terre-de-Bancalié          | Roumégoux                            | commune nouvelle (avec communes déléguées)                    | 29 novembre 2018 (Arrêté)                                | 1er janvier 2019                                         |
| Terre-de-Bancalié          | Ronel                                | commune nouvelle (avec communes déléguées)                    | 29 novembre 2018 (Arrêté)                                | 1er janvier 2019                                         |
| Terre-de-Bancalié          | Saint-Antonin-de-Lacalm              | commune nouvelle (avec communes déléguées)                    | 29 novembre 2018 (Arrêté)                                | 1er janvier 2019                                         |
| Terre-de-Bancalié          | Saint-Lieux-Lafenasse                | commune nouvelle (avec communes déléguées)                    | 29 novembre 2018 (Arrêté)                                | 1er janvier 2019                                         |
| Terre-de-Bancalié          | Terre-Clapier                        | commune nouvelle (avec communes déléguées)                    | 29 novembre 2018 (Arrêté)                                | 1er janvier 2019                                         |
| Terre-de-Bancalié          | Le Travet                            | commune nouvelle (avec communes déléguées)                    | 29 novembre 2018 (Arrêté)                                | 1er janvier 2019                                         |
| Puygouzon                  | Puygouzon                            | commune nouvelle (avec communes déléguées)                    | 11 juillet 2016 (Arrêté)                                 | 1er janvier 2017                                         |
| Puygouzon                  | Labastide-Dénat                      | commune nouvelle (avec communes déléguées)                    | 11 juillet 2016 (Arrêté)                                 | 1er janvier 2017                                         |
| Fontrieu                   | Castelnau-de-Brassac                 | commune nouvelle (SANS communes déléguées depuis le 1-1-2021) | 18 novembre 2015 (Arrêté)                                | 1er janvier 2016                                         |
| Fontrieu                   | Ferrières                            | commune nouvelle (SANS communes déléguées depuis le 1-1-2021) | 18 novembre 2015 (Arrêté)                                | 1er janvier 2016                                         |
| Fontrieu                   | Le Margnès                           | commune nouvelle (SANS communes déléguées depuis le 1-1-2021) | 18 novembre 2015 (Arrêté)                                | 1er janvier 2016                                         |
| Bellegarde-Marsal          | Bellegarde                           | commune nouvelle (SANS communes déléguées)                    | 18 septembre 2015 (Arrêté)                               | 1er janvier 2016                                         |
| Bellegarde-Marsal          | Marsal                               | commune nouvelle (SANS communes déléguées)                    | 18 septembre 2015 (Arrêté)                               | 1er janvier 2016                                         |
| Guitalens-L'Albarède       | Guitalens                            | fusion simple                                                 | 5 avril 2007 (Arrêté)                                    | 29 juin 2007                                             |
| Guitalens-L'Albarède       | Lalbarède                            | fusion simple                                                 | 5 avril 2007 (Arrêté)                                    | 29 juin 2007                                             |
| Saint-Christophe           | Saint-Christophe                     | fusion simple                                                 | 15 décembre 1972 (Arrêté)                                | 1er janvier 1973                                         |
| Saint-Christophe           | Narthoux                             | fusion simple                                                 | 15 décembre 1972 (Arrêté)                                | 1er janvier 1973                                         |
| Saint-Marcel-Campes        | Saint-Marcel                         | fusion association                                            | 8 novembre 1972 (Arrêté)                                 | 1er janvier 1973                                         |
| Saint-Marcel-Campes        | Campes                               | fusion association                                            | 8 novembre 1972 (Arrêté)                                 | 1er janvier 1973                                         |
| Le Riols                   | Le Riols                             | fusion                                                        | 26 avril 1928 (Décret) ,                                 | 26 avril 1928 (Décret) ,                                 |
| Le Riols                   | Ratayrens                            | fusion                                                        | 26 avril 1928 (Décret) ,                                 | 26 avril 1928 (Décret) ,                                 |
| Le Margnès                 | Margnès-d'Anglès                     | fusion                                                        | 17 juin 1846 (Loi)                                       | 17 juin 1846 (Loi)                                       |
| Le Margnès                 | Margnès-de-Brassac                   | fusion                                                        | 17 juin 1846 (Loi)                                       | 17 juin 1846 (Loi)                                       |
| Le Ségur-Suech             | Le Ségur-Suech                       | fusion                                                        | 30 décembre 1844 (Ordonnance)                            | 30 décembre 1844 (Ordonnance)                            |
| Le Ségur-Suech             | Raucoules                            | fusion                                                        | 30 décembre 1844 (Ordonnance)                            | 30 décembre 1844 (Ordonnance)                            |
| Fréjeville                 | Fréjeville                           | fusion                                                        | 25 mai 1844 (Ordonnance)                                 | 25 mai 1844 (Ordonnance)                                 |
| Fréjeville                 | Le Pujol                             | fusion                                                        | 25 mai 1844 (Ordonnance)                                 | 25 mai 1844 (Ordonnance)                                 |
| Castres                    | Castres                              | fusion                                                        | 25 mai 1843 (Ordonnance)                                 | 25 mai 1843 (Ordonnance)                                 |
| Castres                    | Mandoul                              | fusion                                                        | 25 mai 1843 (Ordonnance)                                 | 25 mai 1843 (Ordonnance)                                 |
| Montvalen                  | Montvalen                            | fusion                                                        | 7 septembre 1840 (Ordonnance)                            | 7 septembre 1840 (Ordonnance)                            |
| Montvalen                  | Tauriac (commune rétablie en 1889)   | fusion                                                        | 7 septembre 1840 (Ordonnance)                            | 7 septembre 1840 (Ordonnance)                            |
| Les Cabannes               | Les Cabannes                         | fusion                                                        | 7 avril 1840 (Ordonnance)                                | 7 avril 1840 (Ordonnance)                                |
| Les Cabannes               | Lacapelle-Sainte-Luce                | fusion                                                        | 7 avril 1840 (Ordonnance)                                | 7 avril 1840 (Ordonnance)                                |
| Vindrac-Alayrac            | Vindrac                              | fusion                                                        | 7 septembre 1839 (Ordonnance)                            | 7 septembre 1839 (Ordonnance)                            |
| Vindrac-Alayrac            | Alayrac                              | fusion                                                        | 7 septembre 1839 (Ordonnance)                            | 7 septembre 1839 (Ordonnance)                            |
| Livers-Cazelles            | Livers                               | fusion                                                        | 5 août 1839 (Ordonnance)                                 | 5 août 1839 (Ordonnance)                                 |
| Livers-Cazelles            | Cazelles                             | fusion                                                        | 5 août 1839 (Ordonnance)                                 | 5 août 1839 (Ordonnance)                                 |
| Cadix                      | Cadix                                | fusion                                                        | 20 mai 1835 (Ordonnance)                                 | 20 mai 1835 (Ordonnance)                                 |
| Cadix                      | Gaïcre                               | fusion                                                        | 20 mai 1835 (Ordonnance)                                 | 20 mai 1835 (Ordonnance)                                 |
| Cadix                      | Saint-Pierre-de-Lasserre             | fusion                                                        | 20 mai 1835 (Ordonnance)                                 | 20 mai 1835 (Ordonnance)                                 |
| Cadix                      | Larroque-Boucazel (une partie)       | fusion                                                        | 20 mai 1835 (Ordonnance)                                 | 20 mai 1835 (Ordonnance)                                 |
| Trébas                     | Trébas                               | fusion                                                        | 20 mai 1835 (Ordonnance)                                 | 20 mai 1835 (Ordonnance)                                 |
| Trébas                     | Larroque-Boucazel (une partie)       | fusion                                                        | 20 mai 1835 (Ordonnance)                                 | 20 mai 1835 (Ordonnance)                                 |
| Saint-Julien-Gaulène       | Saint-Julien-de-Pradoux              | fusion                                                        | 28 août 1834 (Ordonnance)                                | 28 août 1834 (Ordonnance)                                |
| Saint-Julien-Gaulène       | Gaulène                              | fusion                                                        | 28 août 1834 (Ordonnance)                                | 28 août 1834 (Ordonnance)                                |
| Mouzieys-Teulet            | Mouzieys (canton de Villefranche)    | fusion                                                        | 9 août 1833 (Ordonnance)                                 | 9 août 1833 (Ordonnance)                                 |
| Mouzieys-Teulet            | Teulet                               | fusion                                                        | 9 août 1833 (Ordonnance)                                 | 9 août 1833 (Ordonnance)                                 |
| Tanus                      | Tanus                                | fusion                                                        | 12 juin 1833 (Ordonnance)                                | 12 juin 1833 (Ordonnance)                                |
| Tanus                      | Lasplanques                          | fusion                                                        | 12 juin 1833 (Ordonnance)                                | 12 juin 1833 (Ordonnance)                                |
| Montgaillard               | Montgaillard                         | fusion                                                        | 27 novembre 1832 (Ordonnance)                            | 27 novembre 1832 (Ordonnance)                            |
| Montgaillard               | La Rouquette                         | fusion                                                        | 27 novembre 1832 (Ordonnance)                            | 27 novembre 1832 (Ordonnance)                            |
| Montgaillard               | Villette                             | fusion                                                        | 27 novembre 1832 (Ordonnance)                            | 27 novembre 1832 (Ordonnance)                            |
| Saint-Grégoire             | Saint-Grégoire                       | fusion                                                        | 28 octobre 1832 (Ordonnance)                             | 28 octobre 1832 (Ordonnance)                             |
| Saint-Grégoire             | Les Avalats (une partie)             | fusion                                                        | 28 octobre 1832 (Ordonnance)                             | 28 octobre 1832 (Ordonnance)                             |
| Saint-Juéry                | Saint-Juéry                          | fusion                                                        | 28 octobre 1832 (Ordonnance)                             | 28 octobre 1832 (Ordonnance)                             |
| Saint-Juéry                | Les Avalats (une partie)             | fusion                                                        | 28 octobre 1832 (Ordonnance)                             | 28 octobre 1832 (Ordonnance)                             |
| Poulan-Pouzols             | Pouzols                              | fusion                                                        | 31 août 1832 (Ordonnance)                                | 31 août 1832 (Ordonnance)                                |
| Poulan-Pouzols             | Poulan                               | fusion                                                        | 31 août 1832 (Ordonnance)                                | 31 août 1832 (Ordonnance)                                |
| Aiguefonde                 | Aiguefonde                           | fusion                                                        | 6 juillet 1831 (Ordonnance)                              | 6 juillet 1831 (Ordonnance)                              |
| Aiguefonde                 | Caucalières-Lavaur                   | fusion                                                        | 6 juillet 1831 (Ordonnance)                              | 6 juillet 1831 (Ordonnance)                              |
| Aiguefonde                 | Saint-Alby                           | fusion                                                        | 6 juillet 1831 (Ordonnance)                              | 6 juillet 1831 (Ordonnance)                              |
| Montdragon                 | Montdragon                           | fusion                                                        | 30 mars 1831 (Ordonnance)                                | 30 mars 1831 (Ordonnance)                                |
| Montdragon                 | Le Bruc                              | fusion                                                        | 30 mars 1831 (Ordonnance)                                | 30 mars 1831 (Ordonnance)                                |
| Poulan                     | Poulan                               | fusion                                                        | 20 janvier 1830 (Ordonnance)                             | 20 janvier 1830 (Ordonnance)                             |
| Poulan                     | Saint-Benoît-de-Frédefont            | fusion                                                        | 20 janvier 1830 (Ordonnance)                             | 20 janvier 1830 (Ordonnance)                             |
| Algans-Lastens             | Algans                               | fusion                                                        | 22 novembre 1829 (Ordonnance)                            | 22 novembre 1829 (Ordonnance)                            |
| Algans-Lastens             | Lastens                              | fusion                                                        | 22 novembre 1829 (Ordonnance)                            | 22 novembre 1829 (Ordonnance)                            |
| Montpinier                 | Montpinier                           | fusion                                                        | 28 mai 1829 (Ordonnance)                                 | 28 mai 1829 (Ordonnance)                                 |
| Montpinier                 | Labessière-Buzens                    | fusion                                                        | 28 mai 1829 (Ordonnance)                                 | 28 mai 1829 (Ordonnance)                                 |
| Saint-Genest-de-Contest    | Lamartinié                           | fusion                                                        | 29 avril 1829 (Ordonnance)                               | 29 avril 1829 (Ordonnance)                               |
| Saint-Genest-de-Contest    | Le Laux                              | fusion                                                        | 29 avril 1829 (Ordonnance)                               | 29 avril 1829 (Ordonnance)                               |
| Saint-Amancet              | Saint-Amancet                        | fusion                                                        | 2 juillet 1828 (Ordonnance)                              | 2 juillet 1828 (Ordonnance)                              |
| Saint-Amancet              | Montmoure                            | fusion                                                        | 2 juillet 1828 (Ordonnance)                              | 2 juillet 1828 (Ordonnance)                              |
| Faussergues                | Faussergues                          | fusion                                                        | 27 septembre 1827 (Ordonnance)                           | 27 septembre 1827 (Ordonnance)                           |
| Faussergues                | Castelgarric                         | fusion                                                        | 27 septembre 1827 (Ordonnance)                           | 27 septembre 1827 (Ordonnance)                           |
| Massals                    | Massals                              | fusion                                                        | 27 septembre 1827 (Ordonnance)                           | 27 septembre 1827 (Ordonnance)                           |
| Massals                    | Labruguière-Bézacoul                 | fusion                                                        | 27 septembre 1827 (Ordonnance)                           | 27 septembre 1827 (Ordonnance)                           |
| Soual                      | Soual                                | fusion                                                        | 27 septembre 1827 (Ordonnance)                           | 27 septembre 1827 (Ordonnance)                           |
| Soual                      | Lestap                               | fusion                                                        | 27 septembre 1827 (Ordonnance)                           | 27 septembre 1827 (Ordonnance)                           |
| Viviers-lès-Montagnes      | Viviers-lès-Montagnes                | fusion                                                        | 27 septembre 1827 (Ordonnance)                           | 27 septembre 1827 (Ordonnance)                           |
| Viviers-lès-Montagnes      | Troupiac                             | fusion                                                        | 27 septembre 1827 (Ordonnance)                           | 27 septembre 1827 (Ordonnance)                           |
| Labarthe-Bleys             | Labarthe-Bleys                       | fusion                                                        | 21 septembre 1827 (Ordonnance)                           | 21 septembre 1827 (Ordonnance)                           |
| Labarthe-Bleys             | Latreyne                             | fusion                                                        | 21 septembre 1827 (Ordonnance)                           | 21 septembre 1827 (Ordonnance)                           |
| Noailles                   | Noailles                             | fusion                                                        | 21 septembre 1827 (Ordonnance)                           | 21 septembre 1827 (Ordonnance)                           |
| Noailles                   | Cardonnac                            | fusion                                                        | 21 septembre 1827 (Ordonnance)                           | 21 septembre 1827 (Ordonnance)                           |
| Souel                      | Souel                                | fusion                                                        | 21 septembre 1827 (Ordonnance)                           | 21 septembre 1827 (Ordonnance)                           |
| Souel                      | Les Sarmazes                         | fusion                                                        | 21 septembre 1827 (Ordonnance)                           | 21 septembre 1827 (Ordonnance)                           |
| Blan                       | Blan                                 | fusion                                                        | 15 août 1827 (Ordonnance)                                | 15 août 1827 (Ordonnance)                                |
| Blan                       | Dournès                              | fusion                                                        | 15 août 1827 (Ordonnance)                                | 15 août 1827 (Ordonnance)                                |
| Blan                       | Lamothe                              | fusion                                                        | 15 août 1827 (Ordonnance)                                | 15 août 1827 (Ordonnance)                                |
| Dénat                      | Dénat                                | fusion                                                        | 15 août 1827 (Ordonnance)                                | 15 août 1827 (Ordonnance)                                |
| Dénat                      | Puylanier                            | fusion                                                        | 15 août 1827 (Ordonnance)                                | 15 août 1827 (Ordonnance)                                |
| Puygouzon                  | Puygouzon                            | fusion                                                        | 15 août 1827 (Ordonnance)                                | 15 août 1827 (Ordonnance)                                |
| Puygouzon                  | Montsalvi                            | fusion                                                        | 15 août 1827 (Ordonnance)                                | 15 août 1827 (Ordonnance)                                |
| Le Ségur                   | Le Ségur                             | fusion                                                        | 27 avril 1827 (Ordonnance)                               | 27 avril 1827 (Ordonnance)                               |
| Le Ségur                   | Le Suech                             | fusion                                                        | 27 avril 1827 (Ordonnance)                               | 27 avril 1827 (Ordonnance)                               |
| Lacougotte-Cadoul          | Lacougotte-Cadoul                    | fusion                                                        | 19 juillet 1826 (Ordonnance)                             | 19 juillet 1826 (Ordonnance)                             |
| Lacougotte-Cadoul          | Avezac                               | fusion                                                        | 19 juillet 1826 (Ordonnance)                             | 19 juillet 1826 (Ordonnance)                             |
| Marzens                    | Marzens                              | fusion                                                        | 19 juillet 1826 (Ordonnance)                             | 19 juillet 1826 (Ordonnance)                             |
| Marzens                    | Preignan                             | fusion                                                        | 19 juillet 1826 (Ordonnance)                             | 19 juillet 1826 (Ordonnance)                             |
| Garrigues                  | Garrigues                            | fusion                                                        | 28 décembre 1825 (Ordonnance)                            | 28 décembre 1825 (Ordonnance)                            |
| Garrigues                  | Senil                                | fusion                                                        | 28 décembre 1825 (Ordonnance)                            | 28 décembre 1825 (Ordonnance)                            |
| Navès                      | Navès                                | fusion                                                        | 1er septembre 1825 (Ordonnance)                          | 1er septembre 1825 (Ordonnance)                          |
| Navès                      | Montespieu                           | fusion                                                        | 1er septembre 1825 (Ordonnance)                          | 1er septembre 1825 (Ordonnance)                          |
| Navès                      | Sallespieussou                       | fusion                                                        | 1er septembre 1825 (Ordonnance)                          | 1er septembre 1825 (Ordonnance)                          |
| Teulat                     | Teulat                               | fusion                                                        | 1er septembre 1825 (Ordonnance)                          | 1er septembre 1825 (Ordonnance)                          |
| Teulat                     | Montaucel                            | fusion                                                        | 1er septembre 1825 (Ordonnance)                          | 1er septembre 1825 (Ordonnance)                          |
| Fiac                       | Fiac                                 | fusion                                                        | 21 juillet 1824 (Ordonnance)                             | 21 juillet 1824 (Ordonnance)                             |
| Fiac                       | Brasis                               | fusion                                                        | 21 juillet 1824 (Ordonnance)                             | 21 juillet 1824 (Ordonnance)                             |
| Massac-Séran               | Massac                               | fusion                                                        | 21 juillet 1824 (Ordonnance)                             | 21 juillet 1824 (Ordonnance)                             |
| Massac-Séran               | Séran                                | fusion                                                        | 21 juillet 1824 (Ordonnance)                             | 21 juillet 1824 (Ordonnance)                             |
| Pratviel-Valcournouse      | Pratviel                             | fusion                                                        | 21 juillet 1824 (Ordonnance)                             | 21 juillet 1824 (Ordonnance)                             |
| Pratviel-Valcournouse      | Valcournouse                         | fusion                                                        | 21 juillet 1824 (Ordonnance)                             | 21 juillet 1824 (Ordonnance)                             |
| Pratviel-Valcournouse      | Jul                                  | fusion                                                        | 21 juillet 1824 (Ordonnance)                             | 21 juillet 1824 (Ordonnance)                             |
| Teyssode                   | Teyssode                             | fusion                                                        | 21 juillet 1824 (Ordonnance)                             | 21 juillet 1824 (Ordonnance)                             |
| Teyssode                   | Saint-Germier (canton de Saint-Paul) | fusion                                                        | 21 juillet 1824 (Ordonnance)                             | 21 juillet 1824 (Ordonnance)                             |
| Cazelles                   | Cazelles                             | fusion                                                        | 27 janvier 1815 (Ordonnance)                             | 27 janvier 1815 (Ordonnance)                             |
| Cazelles                   | La Salvetat                          | fusion                                                        | 27 janvier 1815 (Ordonnance)                             | 27 janvier 1815 (Ordonnance)                             |
| Mouzieys-Panens            | Mouzieys (canton de Cordes)          | fusion                                                        | 2 novembre 1810 (Décret)                                 | 2 novembre 1810 (Décret)                                 |
| Mouzieys-Panens            | Panens                               | fusion                                                        | 2 novembre 1810 (Décret)                                 | 2 novembre 1810 (Décret)                                 |
| Labastide-Gabausse         | Labastide-Gabausse                   | fusion                                                        | 27 juillet 1808 (Décret)                                 | 27 juillet 1808 (Décret)                                 |
| Labastide-Gabausse         | La Teyssonnarié                      | fusion                                                        | 27 juillet 1808 (Décret)                                 | 27 juillet 1808 (Décret)                                 |
| Brassac                    | Brassac-de-Belfortès                 | fusion                                                        | 7 décembre 1805 (Décret) (16 frimaire an 14)             | 7 décembre 1805 (Décret) (16 frimaire an 14)             |
| Brassac                    | Brassac-de-Castelnau                 | fusion                                                        | 7 décembre 1805 (Décret) (16 frimaire an 14)             | 7 décembre 1805 (Décret) (16 frimaire an 14)             |
| Teulat                     | Teulat                               | fusion                                                        | 5 septembre 1803 (Arrêté) (19 fructidor an 11) ,         | 5 septembre 1803 (Arrêté) (19 fructidor an 11) ,         |
| Teulat                     | Pugnères                             | fusion                                                        | 5 septembre 1803 (Arrêté) (19 fructidor an 11) ,         | 5 septembre 1803 (Arrêté) (19 fructidor an 11) ,         |
| Teulat                     | Saint-Martin-de-la-Rivière           | fusion                                                        | 5 septembre 1803 (Arrêté) (19 fructidor an 11) ,         | 5 septembre 1803 (Arrêté) (19 fructidor an 11) ,         |
| Garrevaques                | Garrevaques                          | fusion                                                        | 1er avril 1797 (Arrêté) (12 germinal an 5)               | 1er avril 1797 (Arrêté) (12 germinal an 5)               |
| Garrevaques                | Gandels                              | fusion                                                        | 1er avril 1797 (Arrêté) (12 germinal an 5)               | 1er avril 1797 (Arrêté) (12 germinal an 5)               |
| Palleville                 | Palleville                           | fusion                                                        | 1er avril 1797 (Arrêté) (12 germinal an 5)               | 1er avril 1797 (Arrêté) (12 germinal an 5)               |
| Palleville                 | Lastouzeilles                        | fusion                                                        | 1er avril 1797 (Arrêté) (12 germinal an 5)               | 1er avril 1797 (Arrêté) (12 germinal an 5)               |
| Montans                    | Montans                              | fusion                                                        | 25 juin 1794 (Décret) (7 messidor an 2)                  | 25 juin 1794 (Décret) (7 messidor an 2)                  |
| Montans                    | Le Taur                              | fusion                                                        | 25 juin 1794 (Décret) (7 messidor an 2)                  | 25 juin 1794 (Décret) (7 messidor an 2)                  |
| Montredon                  | Montredon                            | fusion                                                        | 10 mai 1793 (Arrêté)                                     | 10 mai 1793 (Arrêté)                                     |
| Montredon                  | Le Contrast                          | fusion                                                        | 10 mai 1793 (Arrêté)                                     | 10 mai 1793 (Arrêté)                                     |
| Albi                       | Albi                                 | fusion                                                        | 4 mai 1793 (Arrêté)                                      | 4 mai 1793 (Arrêté)                                      |
| Albi                       | Le Castelviel                        | fusion                                                        | 4 mai 1793 (Arrêté)                                      | 4 mai 1793 (Arrêté)                                      |
| Le Taur                    | Le Taur                              | fusion                                                        | 15 janvier 1793 (Délibération du Conseil général)        | 15 janvier 1793 (Délibération du Conseil général)        |
| Le Taur                    | La Pélissarié                        | fusion                                                        | 15 janvier 1793 (Délibération du Conseil général)        | 15 janvier 1793 (Délibération du Conseil général)        |
| Virac                      | Virac                                | fusion                                                        | 29 août 1792 (Arrêté)                                    | 29 août 1792 (Arrêté)                                    |
| Virac                      | Lagauginié                           | fusion                                                        | 29 août 1792 (Arrêté)                                    | 29 août 1792 (Arrêté)                                    |
| Carlus                     | Carlus                               | fusion                                                        | 1790-1794                                                | 1790-1794                                                |
| Carlus                     | Labruguière (canton d'Albi)          | fusion                                                        | 1790-1794                                                | 1790-1794                                                |
| Cambon                     | Cambon                               | fusion                                                        | 11 juin 1791 (Loi)                                       | 11 juin 1791 (Loi)                                       |
| Cambon                     | Grèzes                               | fusion                                                        | 11 juin 1791 (Loi)                                       | 11 juin 1791 (Loi)                                       |
| Cabanne-et-Barre           | Cabanne                              | fusion                                                        | 29 avril 1791 (Arrêté)                                   | 29 avril 1791 (Arrêté)                                   |
| Cabanne-et-Barre           | Barre                                | fusion                                                        | 29 avril 1791 (Arrêté)                                   | 29 avril 1791 (Arrêté)                                   |
| Saint-Marcel               | Saint-Marcel                         | fusion                                                        | 1791                                                     | 1791                                                     |
| Saint-Marcel               | Saint-Martial                        | fusion                                                        | 1791                                                     | 1791                                                     |
| Sainte-Cécile-du-Cayrou    | Rouyre                               | fusion                                                        | 11 décembre 1790 (Délibération du Conseil départemental) | 11 décembre 1790 (Délibération du Conseil départemental) |
| Sainte-Cécile-du-Cayrou    | Lamotte-Panenque                     | fusion                                                        | 11 décembre 1790 (Délibération du Conseil départemental) | 11 décembre 1790 (Délibération du Conseil départemental) |
| Sainte-Cécile-du-Cayrou    | Castelnau-de-Montmiral (une partie)  | fusion                                                        | 11 décembre 1790 (Délibération du Conseil départemental) | 11 décembre 1790 (Délibération du Conseil départemental) |
| Lédas-et-Penthiès          | Lédas                                | fusion                                                        | 2 décembre 1790 (Arrêté)                                 | 2 décembre 1790 (Arrêté)                                 |
| Lédas-et-Penthiès          | Penthiès                             | fusion                                                        | 2 décembre 1790 (Arrêté)                                 | 2 décembre 1790 (Arrêté)                                 |
| Padiès                     | Padiès                               | fusion                                                        | 2 décembre 1790 (Arrêté)                                 | 2 décembre 1790 (Arrêté)                                 |
| Padiès                     | Roumégoux-de-Tels                    | fusion                                                        | 2 décembre 1790 (Arrêté)                                 | 2 décembre 1790 (Arrêté)                                 |
| Montans                    | Montans                              | fusion                                                        | 26 novembre 1790 (Délibération du Conseil départemental) | 26 novembre 1790 (Délibération du Conseil départemental) |
| Montans                    | Annay (une partie)                   | fusion                                                        | 26 novembre 1790 (Délibération du Conseil départemental) | 26 novembre 1790 (Délibération du Conseil départemental) |
| Le Taur                    | Le Taur                              | fusion                                                        | 26 novembre 1790 (Délibération du Conseil départemental) | 26 novembre 1790 (Délibération du Conseil départemental) |
| Le Taur                    | Annay (une partie)                   | fusion                                                        | 26 novembre 1790 (Délibération du Conseil départemental) | 26 novembre 1790 (Délibération du Conseil départemental) |
| Técou                      | Técou                                | fusion                                                        | 26 novembre 1790 (Délibération du Conseil départemental) | 26 novembre 1790 (Délibération du Conseil départemental) |
| Técou                      | Annay (une partie)                   | fusion                                                        | 26 novembre 1790 (Délibération du Conseil départemental) | 26 novembre 1790 (Délibération du Conseil départemental) |
| Maurens-Scopont            | Maurens                              | fusion                                                        | 1790                                                     | 1790                                                     |
| Maurens-Scopont            | Escaupont                            | fusion                                                        | 1790                                                     | 1790                                                     |
| Rivières                   | Lacourtade                           | fusion                                                        | 1790                                                     | 1790                                                     |
| Rivières                   | Cornebouc                            | fusion                                                        | 1790                                                     | 1790                                                     |

## Créations et rétablissements
| Nom de la commune créée | Commune affectée                      | Mode de création                                      | Date (et nature) de la décision | Date d'effet                  |
| ----------------------- | ------------------------------------- | ----------------------------------------------------- | ------------------------------- | ----------------------------- |
| Sainte-Croix            | Castelnau-de-Lévis                    | Démembrement                                          | 4 avril 1950 (Arrêté)           | 12 mai 1950                   |
| Le Fraysse              | Ambialet                              | Démembrement                                          | 27 décembre 1937 (Loi)          | 27 décembre 1937 (Loi)        |
| Bout-du-Pont-de-Larn    | Saint-Amans-Valtoret                  | Démembrement                                          | 17 mars 1928 (Loi)              | 17 mars 1928 (Loi)            |
| Noailhac                | Boissezon                             | Démembrement                                          | 14 mars 1928 (Loi)              | 14 mars 1928 (Loi)            |
| Albine                  | Saint-Amans-Soult                     | Démembrement                                          | 14 décembre 1909 (Loi)          | 14 décembre 1909 (Loi)        |
| Crespin                 | Andouque                              | Démembrement                                          | 11 juillet 1905 (Loi)           | 11 juillet 1905 (Loi)         |
| Barre                   | Cabannes-et-Barre (commune supprimée) | Démembrement et suppression                           | 16 février 1900 (Loi)           | 16 février 1900 (Loi)         |
| Moulin-Mage             | Cabannes-et-Barre (commune supprimée) | Démembrement et suppression                           | 16 février 1900 (Loi)           | 16 février 1900 (Loi)         |
| Montvalen               | Montvalen-Tauriac (commune supprimée) | Rétablissement                                        | 12 décembre 1889 (Loi)          | 12 décembre 1889 (Loi)        |
| Tauriac                 | Montvalen-Tauriac (commune supprimée) | Rétablissement                                        | 12 décembre 1889 (Loi)          | 12 décembre 1889 (Loi)        |
| Saint-Salvy-de-la-Balme | Boissezon                             | Démembrement                                          | 22 juin 1889 (Loi)              | 22 juin 1889 (Loi)            |
| Saint-Christophe        | Montirat                              | Démembrement                                          | 27 août 1876 (Loi)              | 27 août 1876 (Loi)            |
| Le Garric               | Lescure                               | Démembrement                                          | 21 juillet 1870 (Décret)        | 21 juillet 1870 (Décret)      |
| Saint-Jean-de-Marcel    | Valderiès                             | Démembrement                                          | 23 décembre 1953 (Décret)       | 23 décembre 1953 (Décret)     |
| Teillet                 | Bezacoul (commune supprimée)          | Suppression (de Bezacoul) et démembrement (de Paulin) | 28 juin 1833 (Ordonnance)       | 28 juin 1833 (Ordonnance)     |
| Teillet                 | Paulin                                | Suppression (de Bezacoul) et démembrement (de Paulin) | 28 juin 1833 (Ordonnance)       | 28 juin 1833 (Ordonnance)     |
| Grazac                  | Rabastens                             | Démembrement                                          | 27 novembre 1832 (Ordonnance)   | 27 novembre 1832 (Ordonnance) |
| Cunac                   | Saint-Juéry                           | Démembrement                                          | 28 octobre 1832 (Ordonnance)    | 28 octobre 1832 (Ordonnance)  |
| Cunac                   | Cambon                                | Démembrement                                          | 28 octobre 1832 (Ordonnance)    | 28 octobre 1832 (Ordonnance)  |
| Larroque                | Puycelsi                              | Démembrement                                          | 9 novembre 1791 (Arrêté)        | 9 novembre 1791 (Arrêté)      |

## Modifications de nom officiel
| Ancien nom                          | Nouveau nom                  | Date (et nature) de la décision                                  |
| ----------------------------------- | ---------------------------- | ---------------------------------------------------------------- |
| Escroux                             | Lacapelle-Escroux            | 27 décembre 2022 (Décret)                                        |
| Saint-Sulpice                       | Saint-Sulpice-la-Pointe      | 5 novembre 2013 (Décret)                                         |
| Puycelci                            | Puycelsi                     | 22 mars 2011 (Décret)                                            |
| Cordes                              | Cordes-sur-Ciel              | 26 mars 1993 (Décret)                                            |
| Saint-Affrique                      | Saint-Affrique-les-Montagnes | 25 novembre 1970 (Décret)                                        |
| Cambon                              | Cambon-lès-Lavaur            | 20 juin 1961 (Séance) Commission de révision du nom des communes |
| Massac-Seran                        | Massac-Séran                 | 20 juin 1961 (Séance) Commission de révision du nom des communes |
| Montredon-Labessonnie               | Montredon-Labessonnié        | 20 juin 1961 (Séance) Commission de révision du nom des communes |
| Montrozier                          | Montrosier                   | 20 juin 1961 (Séance) Commission de révision du nom des communes |
| Moulayres                           | Moulayrès                    | 20 juin 1961 (Séance) Commission de révision du nom des communes |
| Sénaux                              | Senaux                       | 20 juin 1961 (Séance) Commission de révision du nom des communes |
| Taix                                | Taïx                         | 20 juin 1961 (Séance) Commission de révision du nom des communes |
| Vielmur                             | Vielmur-sur-Agout            | 20 juin 1961 (Séance) Commission de révision du nom des communes |
| Lescure                             | Lescure-d'Albigeois          | 30 mai 1941 (Décret)                                             |
| Beauvais                            | Beauvais-sur-Tescou          | 11 mai 1937 (Décret)                                             |
| Blaye                               | Blaye-les-Mines              | 29 juin 1934 (Décret)                                            |
| Marssac                             | Marssac-sur-Tarn             | 15 août 1931 (Décret)                                            |
| Cagnac                              | Cagnac-les-Mines             | 11 février 1931 (Décret) 17 février 1931 (Décret)                |
| Montcouyoul                         | Mont-Roc                     | 9 novembre 1926 (Décret)                                         |
| Le Masnau                           | Le Masnau-Massuguiès         | 19 août 1920 (Décret)                                            |
| Saint-Sernin-les-Mailhoc            | Cagnac                       | 10 mai 1910 (Décret)                                             |
| Lasclottes                          | La Sauzière-Saint-Jean       | 14 novembre 1903 (Décret)                                        |
| Cambounet                           | Cambounet-sur-le-Sor         | 17 novembre 1902 (Décret)                                        |
| Massac                              | Massac-Séran                 | 8 août 1901 (Décret)                                             |
| Lisle                               | Lisle-sur-Tarn               | 4 septembre 1898 (Décret)                                        |
| Paulin                              | Paulinet                     | 1er juillet 1897 (Décret)                                        |
| Sénégats-et-Saint-Pierre-de-Trivisy | Saint-Pierre-de-Trivisy      | 10 août 1896 (Décret)                                            |
| Montredon                           | Montredon-Labessonnié        | 18 novembre 1895 (Décret)                                        |
| Maussans                            | Rouffiac                     | 12 décembre 1892 (Décret)                                        |
| Valence                             | Valence-d'Albigeois          | 22 août 1892 (Décret)                                            |
| Villefranche                        | Villefranche-d'Albigeois     | 22 août 1892 (Décret)                                            |
| Saint-Paul                          | Saint-Paul-Cap-de-Joux       | 30 décembre 1891 (Décret)                                        |
| Murat                               | Murat-sur-Vèbre              | 17 juillet 1891 (Décret)                                         |
| Mirandol                            | Mirandol-Bourgnounac         | 13 février 1889 (Décret)                                         |
| Gibrondes                           | Jonquières                   | 19 avril 1887 (Décret)                                           |
| Augmontel                           | Payrin-Augmontel             | 11 mai 1886 (Décret)                                             |
| Massuguiès                          | Le Masnau                    | 16 septembre 1872 (Délibération municipale)                      |
| Saint-Amans-Labastide               | Saint-Amans-Soult            | 9 février 1852 (Décret)                                          |
| Pinet                               | Lacapelle-Pinet              | 24 juillet 1843 (Loi)                                            |
| Algans-Lastens                      | Algans                       | 1829                                                             |
| Massals-et-Puget                    | Massals                      | 12 août 1818 (Ordonnance)                                        |
| Senaux-et-Pomardelle                | Sénaux                       | 1809                                                             |
| Couffouleux                         | Coufouleux                   | 22 février 1802 (Arrêté) (3 ventôse an 10)                       |
| Boissezon-d'Augmontel               | Boissezon                    | 1802                                                             |
| Escroux-et-Roquefère                | Escroux                      | 1802                                                             |
| Bonnevialle-Fayssac                 | Fayssac                      | 1802                                                             |
| Montlédier-et-Pont-de-l'Arn         | Pont-de-Larn                 | 1802                                                             |
| Padiès-Roumégoux-et-Tels            | Padiès                       | 1802                                                             |
| Pratviel                            | Pratviel-Valcournouse        | 1802                                                             |
| La Courtade-Cournebouc-et-Rivières  | Rivières                     | 1802                                                             |
| Caylus                              | Rouairoux                    | 1802                                                             |
| Boissezon-de-Matviel                | Murat                        | 1790                                                             |

## Modifications de limites communales
Le plus souvent, les modifications des limites communales décidées par arrêtés préfectoraux ne sont pas répertoriées dans le Journal officiel ni dans le Bulletin officiel.
| La commune de ...                                              | cède du territoire à la commune de...                          | précisions                                                                                                 | Date (et nature) de la décision                                                                            |
| -------------------------------------------------------------- | -------------------------------------------------------------- | --- | --- |
| Lacaune                                                        | Moulin-Mage                                                    | 28 habitants Superficie de 73 a 70 ca                                                                      | 21 février 1995 (Décret)                                                                                   |
| Castres                                                        | Lagarrigue                                                     | Superficie de 4 ha 84 a 13 ca                                                                              | 20 mai 1985 (Décret)                                                                                       |
| Montfa                                                         | Montredon-Labessonnié                                          | 4 habitants Superficie de 9 a 33 ca                                                                        | 4 octobre 1977 (Décret)                                                                                    |
| Graulhet Labessière-Candeil                                    | Labessière-Candeil Graulhet                                    | Lieu-dit Bertrand                                                                                          | 10 décembre 1976 (Décret)                                                                                  |
| Lacaze                                                         | Le Masnau-Massuguiès                                           | 15 habitants Hameau de Fraissinel (rive droite du Dadou)                                                   | 12 mars 1963 (Arrêté)                                                                                      |
| Massals Paulinet                                               | Paulinet Massals                                               | | 20 octobre 1961 (Arrêté)                                                                                   |
| Aiguefonde                                                     | Caucalières                                                    | Hameaux de Caucalières-Lavaur et du Dugat                                                                  | 14 novembre 1946 (Arrêté)                                                                                  |
| Saint-Antonin-de-Lacalm                                        | Le Travet                                                      | Ferme de Lempéry                                                                                           | 27 juillet 1945 (Arrêté)                                                                                   |
| Blaye                                                          | Carmaux                                                        | 209 habitants 13 hectares Quartier de la Gare, à l'ouest du chemin de la Verrerie et du ruisseau de Candou | 12 août 1923 (Décret)                                                                                      |
| Lescure                                                        | Cagnac                                                         | | 10 mai 1910 (Décret)                                                                                       |
| Le Garric                                                      | Cagnac                                                         | | 10 mai 1910 (Décret)                                                                                       |
| Aussillon                                                      | Mazamet                                                        | Quartier de Montplaisir                                                                                    | 17 février 1864 (Loi)                                                                                      |
| Lescure                                                        | Valderiès                                                      | Hameaux de la Fabrié, Rustan, Vergogne, la Garrigue, les Jonquières et Mascle                              | 9 juillet 1852 (Loi)                                                                                       |
| Ambialet                                                       | Alban                                                          | Hameaux du Noyer, Ginestous, la Paranié, et la Fourcandié                                                  | 30 avril 1846 (Loi) ,                                                                                      |
| Paulin                                                         | Massals                                                        | Sections de la Tapié, le Puech-del-Fau, le Puget et la Valette                                             | 24 juillet 1843 (Loi) ,                                                                                    |
| Padiès                                                         | Pinet                                                          | Section de Lendrevié                                                                                       | 24 juillet 1843 (Loi)                                                                                      |
| Lombers                                                        | Ronel                                                          | Section de la Rigaudié                                                                                     | 10 janvier 1842 (Ordonnance)                                                                               |
| Vielmur Cuq Lalbarède                                          | Lalbarède Vielmur Cuq                                          | | 19 octobre 1835 (Ordonnance)                                                                               |
| Roquemaure                                                     | Bessières (département de Haute-Garonne)                       | | 25 mai 1835 (Loi)                                                                                          |
| Cadix                                                          | Fraissines                                                     | Enclave | 20 mai 1835 (Ordonnance)                                                                                   |
| Padiès                                                         | Valence                                                        | Section de Peyreloux (portion située au nord du ruisseau de Boutescure)                                    | 20 mai 1835 (Ordonnance) ,                                                                                 |
| Padiès                                                         | Saint-Julien-Gaulène                                           | Enclave de Roumégoux                                                                                       | 28 août 1834 (Ordonnance)                                                                                  |
| Ambialet                                                       | Villefranche                                                   | Section de Fabas                                                                                           | 8 janvier 1834 (Ordonnance) ,                                                                              |
| Teulet                                                         | Villefranche                                                   | Section de Carmaillac                                                                                      | 8 janvier 1834 (Ordonnance) ,                                                                              |
| Terre-Clapier                                                  | Villefranche                                                   | Enclave de la Sigaudié                                                                                     | 8 janvier 1834 (Ordonnance) ,                                                                              |
| Villefranche                                                   | Terre-Clapier                                                  | Deux sections situées à l'ouest du Puech de Ramaillou                                                      | 8 janvier 1834 (Ordonnance) ,                                                                              |
| Pampelonne                                                     | Sainte-Gemme                                                   | Enclave de Calmon                                                                                          | 8 janvier 1834 (Ordonnance)                                                                                |
| Ambialet                                                       | Curvalle                                                       | Enclaves de Nègremont et du Pontil                                                                         | 2 décembre 1833 (Ordonnance)                                                                               |
| Saint-André                                                    | Curvalle                                                       | Enclaves de la Vialette, Puech-Aguts, Fonginières et le Suc                                                | 2 décembre 1833 (Ordonnance)                                                                               |
| Curvalle                                                       | Saint-André                                                    | Enclave de la Tourrette                                                                                    | 2 décembre 1833 (Ordonnance)                                                                               |
| Ambialet                                                       | Paulin                                                         | Enclaves de Saint-Salvy-des-Brugues et la Fabrié                                                           | 16 novembre 1833 (Ordonnance) ,                                                                            |
| Terre-Clapier                                                  | Paulin                                                         | Enclave de Lacoste                                                                                         | 16 novembre 1833 (Ordonnance) ,                                                                            |
| Mouzieys-Teulet                                                | Terre-Clapier                                                  | Deux portions                                                                                              | 16 novembre 1833 (Ordonnance) ,                                                                            |
| Ambialet                                                       | Alban                                                          | Portion à l'est de la route d'Alban à Saint-André                                                          | 2 octobre 1833 (Ordonnance)                                                                                |
| Castelnau-de-Lévis                                             | Saint-Sernin-lès-Mailhoc                                       | Section de Cagnac                                                                                          | 9 août 1833 (Ordonnance)                                                                                   |
| Boissezon Castres                                              | Castres Boissezon                                              | | 12 juin 1833 (Ordonnance)                                                                                  |
| Beauvais                                                       | Montgaillard                                                   | Enclaves de Fontaussié et Capet                                                                            | 27 novembre 1832 (Ordonnance) ,                                                                            |
| Montdurausse                                                   | Montgaillard                                                   | Enclave de Pérille (une partie)                                                                            | 27 novembre 1832 (Ordonnance) ,                                                                            |
| Montdurausse                                                   | Saint-Urcisse                                                  | Enclaves de Mercadier et l'autre partie de Pérille                                                         | 27 novembre 1832 (Ordonnance) ,                                                                            |
| Lescout                                                        | Saint-Germain-des-Prés                                         | Enclave des Issarns                                                                                        | 27 novembre 1832 (Ordonnance)                                                                              |
| Cuq-Toulza Péchaudier                                          | Péchaudier Cuq-Toulza                                          | | 27 novembre 1832 (Ordonnance)                                                                              |
| Saint-Avit                                                     | Verdalle                                                       | Enclave de Sant                                                                                            | 28 octobre 1832 (Ordonnance)                                                                               |
| Poulan                                                         | Lamillarié                                                     | Territoire de Saint-Benoît-de-Frédefond                                                                    | 31 août 1832 (Ordonnance)                                                                                  |
| Soual                                                          | Lescout                                                        | Enclave de Cornavit                                                                                        | 9 mai 1832 (Ordonnance)                                                                                    |
| Mazamet Pradelles-Cabardès (département de l'Aude)             | Pradelles-Cabardès (département de l'Aude) Mazamet             | | 9 août 1831 (Ordonnance)                                                                                   |
| Aussillon                                                      | Aiguefonde                                                     | Enclave de Calmon                                                                                          | 6 juillet 1831 (Ordonnance)                                                                                |
| Revel (département de Haute-Garonne) Garravaques-Gandels       | Garravaques-Gandels Revel (département de Haute-Garonne)       | | 30 mars 1831 (Loi)                                                                                         |
| Boissezon                                                      | Augmontel                                                      | Enclave de Payrin                                                                                          | 20 mars 1830 (Ordonnance)                                                                                  |
| Lautrec                                                        | Puycalvel                                                      | Enclave de Lafret (limite fixée au ruisseau de Merdalou)                                                   | 3 février 1830 (Ordonnance)                                                                                |
| Lautrec                                                        | Serviès                                                        | Enclave de Lafret (limite fixée au ruisseau de Merdalou)                                                   | 3 février 1830 (Ordonnance)                                                                                |
| Lautrec                                                        | Gibrondes                                                      | Territoire de Jonquières                                                                                   | 28 mai 1829 (Ordonnance)                                                                                   |
| Lautrec                                                        | Montpinier                                                     | Territoire de Saint-Antoine                                                                                | 28 mai 1829 (Ordonnance)                                                                                   |
| Montpinier                                                     | Lautrec                                                        | Territoire des Treize-Vents                                                                                | 28 mai 1829 (Ordonnance)                                                                                   |
| Lautrec                                                        | Saint-Genest-de-Contest                                        | Territoire de la Manche de Trotoco                                                                         | 29 avril 1829 (Ordonnance)                                                                                 |
| Lautrec                                                        | Peyregoux                                                      | Enclave de la Poussounié et Manche de Gavanou                                                              | 29 avril 1829 (Ordonnance)                                                                                 |
| Lautrec                                                        | Montpinier                                                     | Enclave de la Poussounié et Manche de Gavanou                                                              | 29 avril 1829 (Ordonnance)                                                                                 |
| Mandoul Gibrondes                                              | Gibrondes Mandoul                                              | | 29 octobre 1828 (Ordonnance)                                                                               |
| Senouillac                                                     | Fayssac                                                        | Hameau de Roques                                                                                           | 15 août 1827 (Ordonnance)                                                                                  |
| Blaye Carmaux                                                  | Carmaux Blaye                                                  | | 28 septembre 1826 (Ordonnance)                                                                             |
| Laboulbène Montpinier                                          | Montpinier Laboulbène                                          | | 28 septembre 1826 (Ordonnance)                                                                             |
| Carbes Castres                                                 | Castres Carbes                                                 | Limite fixée au ruisseau d'Aybés                                                                           | 26 avril 1826 (Ordonnance)                                                                                 |
| Ambres Giroussens                                              | Giroussens Ambres                                              | Limite fixée au Dadou                                                                                      | 6 janvier 1826 (Ordonnance)                                                                                |
| Saint-Jean-de-Rives Lavaur                                     | Lavaur Saint-Jean-de-Rives                                     | | 7 décembre 1825 (Ordonnance)                                                                               |
| Teyssode                                                       | Lavaur                                                         | | 7 juillet 1824 (Ordonnance)                                                                                |
| Puylaurens                                                     | Algans                                                         | Enclave de Montoulier                                                                                      | 19 mai 1824 (Ordonnance)                                                                                   |
| Puylaurens                                                     | Magrin                                                         | Enclave de Montoulier                                                                                      | 19 mai 1824 (Ordonnance)                                                                                   |
| Montcabrier Bourg-Saint-Bernard (département de Haute-Garonne) | Bourg-Saint-Bernard (département de Haute-Garonne) Montcabrier | | 20 janvier 1819 (Ordonnance)                                                                               |
| Réalmont Saint-Lieux-Lafenasse                                 | Saint-Lieux-Lafenasse Réalmont                                 | | 4 novembre 1818 (Ordonnance)                                                                               |
| Massals                                                        | Paulin                                                         | Enclave du Puget                                                                                           | 12 août 1818 (Ordonnance)                                                                                  |
| Massals                                                        | Curvalle                                                       | Enclave du Puget                                                                                           | 12 août 1818 (Ordonnance)                                                                                  |
| Paulin                                                         | Massals                                                        | Portion située à l'est du chemin de Massals aux Caires                                                     | 12 août 1818 (Ordonnance)                                                                                  |
| Poulan                                                         | Lamillarié                                                     | Territoire situé au-delà du ruisseau d'Agros                                                               | 12 août 1818 (Ordonnance)                                                                                  |
| Saint-Benoît-de-Frédefond                                      | Lamillarié                                                     | Territoire situé au-delà du ruisseau d'Agros                                                               | 12 août 1818 (Ordonnance)                                                                                  |
| Viane                                                          | Lacaze                                                         | Hameau du Pujol (limite fixée au Gijou)                                                                    | 1818 |
| Puycelsi                                                       | Castelnau-de-Montmiral                                         | Intégralité de la forêt de la Grésigne                                                                     | 22 janvier 1814 (Décret)                                                                                   |
| Almayrac                                                       | Trévien                                                        | Villages de Lavoulp et Gagets, hameau du Téran (enclaves)                                                  | 20 avril 1813 (Arrêté)                                                                                     |
| Paulin                                                         | Montcouyoul                                                    | Enclave (tout l'est de l'actuelle commune de Mont-Roc)                                                     | 1813 |
| Montcouyoul                                                    | Paulin                                                         | Petit territoire au nord du Dadou et à l'est du ruisseau de Viviès                                         | 1813 |
| Montcouyoul                                                    | Le Travet                                                      | Hameaux de la Peyrade et la Magrié (territoire au nord du Dadou et à l'ouest du ruisseau de Viviès)        | 1813 |
| Peyrole Busque Labessière-Candeil                              | Labessière-Candeil Peyrole Busque                              | | 20 juin 1812 (Décret) ,                                                                                    |
| Le Suech                                                       | Le Ségur                                                       | Enclaves de la Bissardié et Saint-Julia                                                                    | 28 mai 1812 (Ordonnance)                                                                                   |
| Le Ségur                                                       | Laparrouquial                                                  | Hameau de la Vaysse et portion qui s'allonge le long du chemin de Roume                                    | 22 février 1812 (Ordonnance) ,                                                                             |
| Raucoules                                                      | Laparrouquial                                                  | Petite portion au sud du hameau de Castelfadèze                                                            | 22 février 1812 (Ordonnance) ,                                                                             |
| Saint-Marcel                                                   | Laparrouquial                                                  | Partie nord de l'ancienne communauté de Saint-Marcel                                                       | 22 février 1812 (Ordonnance) ,                                                                             |
| Saint-Marcel                                                   | Le Ségur                                                       | Hameaux de la Crouzié, Rayssac et Mont-Loubet                                                              | 22 février 1812 (Ordonnance) ,                                                                             |
| Laparrouquial                                                  | Saint-Marcel                                                   | Enclave sud                                                                                                | 22 février 1812 (Ordonnance) ,                                                                             |
| Saint-Martin-Laguépie                                          | Narthoux                                                       | Section de Fraux (à l'est du ruisseau de Candour)                                                          | 1812 |
| Graulhet                                                       | Busque                                                         | Enclave de Fief del Cambon                                                                                 | 31 juillet 1811 (Arrêté)                                                                                   |
| Montdurausse Monclar (département de Tarn-et-Garonne)          | Monclar (département de Tarn-et-Garonne) Montdurausse          | | 29 avril 1811 (Décret)                                                                                     |
| Andouque                                                       | Saussenac                                                      | Villages des Tabernes et Combedoumergues (enclave)                                                         | 10 février 1811 (Décret)                                                                                   |
| Andouque                                                       | Arthès                                                         | Enclave | 10 février 1811 (Décret)                                                                                   |
| Saussenac                                                      | Arthès                                                         | Hameau du Serayet-Bas                                                                                      | 10 février 1811 (Décret)                                                                                   |
| Le Séquestre                                                   | Maussans                                                       | Enclave de Dauzard                                                                                         | 11 avril 1810 (Décret) 5 juin 1810 (Décret)                                                                |
| Senaux-et-Pomardelle                                           | Massuguiès                                                     | Village de Pomardelle (enclave)                                                                            | 1809 |
| Castan (département de l'Aude) Labastide-Saint-Amans           | Labastide-Saint-Amans Castan (département de l'Aude)           | | 16 octobre 1803 (Arrêté) (23 vendémiaire an 12) et Décret impérial du 16 frimaire an XIV (7 décembre 1805) |

## Changement de département
| Département d'origine | Département de rattachement | Canton concerné         | Communes concernées                                                                                | Date (et nature) de la décision                                                        |
| --------------------- | --------------------------- | ----------------------- | -------------------------------------------------------------------------------------------------- | -------------------------------------------------------------------------------------- |
| TARN                  | HÉRAULT                     | Canton de Saint-Gervais | Castanet-le-Haut, Saint-Geniès-de-Varensal, Saint-Gervais-la-Ville, et Saint-Gervais-Terre-Foraine | 16 février 1797 (Loi) (28 pluviôse an 5)                                               |
| HÉRAULT               | TARN                        | Canton d'Anglès         | Anglès, Labastide-Rouairoux, Lamontélarié et Le Margnès-d'Anglès                                   | 16 février 1797 (Loi) (28 pluviôse an 5)                                               |
| HAUTE-GARONNE         | TARN                        |                         | Teulat, Pugnères et Saint-Martin-la-Rivière / Bannières et Montcabrier                             | 23 juillet 1803 (Arrêté) (4 thermidor an 11) 8 janvier 1804 (Arrêté) (17 nivôse an 12) |

## Communes associées
Liste des communes ayant, à la suite d'une fusion, le statut de commune associée.
| Nom de la commune | Code INSEE | Fusion-association                    | Fusion-association | Fusion-association | Fusion-association                       |
| Nom de la commune | Code INSEE | date de la décision                   | date d'effet       | commune absorbante | nom de la commune résultant de la fusion |
| ----------------- | ---------- | ------------------------------------- | ------------------ | ------------------ | ---------------------------------------- |
| Campes            | 81057      | arrêté préfectoral du 8 novembre 1972 | 1er janvier 1973   | Saint-Marcel       | Saint-Marcel-Campes                      |